# Winnertzia indica
Winnertzia indica är en tvåvingeart som beskrevs av Grover 1971. Winnertzia indica ingår i släktet Winnertzia och familjen gallmyggor. Inga underarter finns listade i Catalogue of Life.